# Международная финансовая корпорация
Междунаро́дная фина́нсовая корпора́ция (МФК; англ. International Finance Corporation, англ. IFC) — международный финансовый институт, входящий в структуру Всемирного банка. Штаб-квартира организации находится в Вашингтоне (США, 2121 Pennsylvania Ave NW, DC 20433).
Создана в 1956 с целью обеспечить устойчивый приток частных инвестиций в развивающиеся страны.
Президент группы организаций Всемирного банка одновременно является Президентом МФК. Оперативное руководство осуществляется исполнительным вице-президентом (с марта 2016 — Филипп Ле Уэру).
Акционерами МФК являются 184 страны, в том числе США (23,65 % голосов), Япония (5,87 %), Россия (3,39 %).
IFC координирует свою деятельность с другими организациями, входящими в состав группы Всемирного банка, но в юридическом и финансовом отношениях является независимой организацией.

## Деятельность

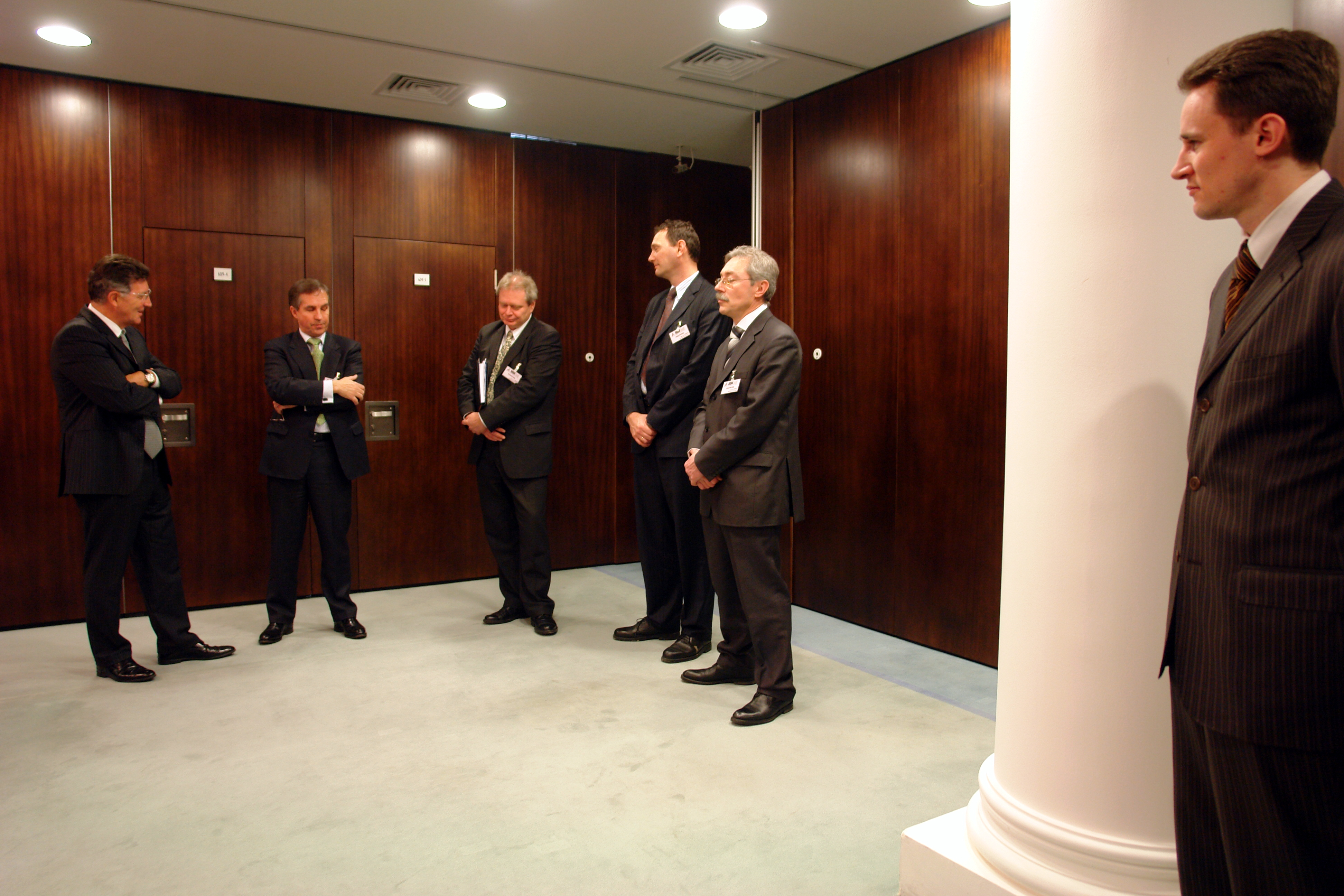
Заключение договора в МДМ-Банке, 2007

IFC осуществляет предоставление займов, инвестирование в форме долевого участия в капитале, предлагает структурированное финансирование и продукты по управлению рисками, а также оказывает консультационные услуги в целях стимулирования роста частного сектора в развивающихся странах. В отличие от МБРР IFC не требует государственных гарантий по предоставляемым средствам.
Источниками средств IFC являются взносы стран-членов, эмиссия облигаций на международном финансовом рынке и доходы от осуществления своих операций.
В 2005 IFC участвовала в 3316 проектах по всему миру (в том числе в России — в 92 проектах) на общую сумму $49,4 млрд ($2,1 млрд).
В 2005 процентный доход корпорации составил $1,19 млрд (в 2004 — $796 млн), доход от прямых инвестиций — $1,4 млрд ($658 млн), чистая прибыль — $2,015 млрд ($993 млн). Размер активов МФК в 2005 составлял $39,6 млрд ($32,4 млрд в 2004).
В 2007 году IFC финансировала МДМ-Банк, кредитом в размере до $100 млн на расширение операций по кредитованию малого и среднего бизнеса и предоставила инвестиции в капитал на сумму около $100 млн.